# دین و محیط زیست‌گرایی

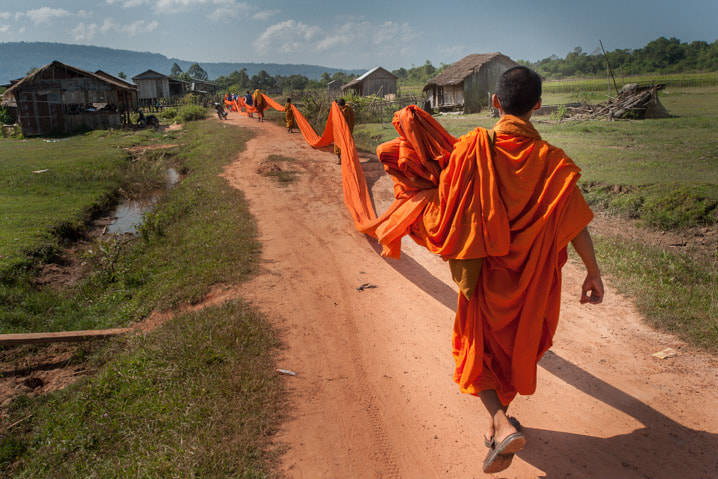
راهبان از طریق روستای پرا لی در دره آرنگ راهپیمایی می کنند به این امید که ساکنان را تشویق کنند که به طور انتقادی در مورد حفاظت از محیط زیست فکر کنند.

دین و محیط زیست‌گرایی (به انگلیسی: Religion and environmentalism)، یک زیرشاخه میان‌رشته‌ای نوظهور در رشته‌های دانشگاهی مطالعات دین‌شناسی، اخلاق دینی، جامعه‌شناسی دین و الهیات از جمله با محوریت اصلی محیط‌زیست‌گرایی و اصول بوم‌شناختی است.
در چارچوب مسیحیت، پاپ فرانسیس در بخشنامه "Laudato si" خواستار مبارزه با دگرگونی اب و هوایی و تخریب محیط زیست به‌طور کلی شد. وی مدعی شد که بشریت با بحران شدید زیست‌محیطی مواجه است و مصرف‌گرایی و توسعه غیرمسئولانه را مقصر دانست. خطاب این بخشنامه به «هر فردی که در این سیاره زندگی می‌کند» است.
بودیسم شامل بسیاری از اصول مرتبط با پایداری است. دالایی لاما به‌طور مداوم خواستار اقدامات شدید آب و هوایی، بازسازی جنگل‌ها، حفظ بوم‌سازگان‌ها و کاهش مصرف گوشت شده‌است. او اعلام کرد که اگر روزی به یک حزب سیاسی بپیوندد، آن حزب سبز خواهد بود و اگر بودا اکنون به دنیای ما بازگردد: «بودای سبز خواهد شد.» رهبران بودیسم با صدور بیانیه‌ای ویژه از همه معتقدان به مبارزه با تغییرات آب و هوایی و تخریب محیط زیست به‌طور کلی دعوت کردند.